# Taça de Invencibilidade
Taça de Invencibilidade foi o troféu dado pela Federação Chilena de Futebol (que era chamada de Departamento de Desportes na época) ao Bangu Atlético Clube pela invencibiliade na excursão do Bangu a esse país sul-americano.
A excursão foi de 05 a 14 de Janeiro de 1950, com 2 vitórias e 2 empates.
Os adversários foram: Universidad Católica (2 jogos), Colo Colo e Seleção do Chile.

## Jogos[2]
Todos os jogos realizados no Estádio Nacional de Santiago.
| Data  | Time 1 | Resultado | Time 2               | Gols                                               |
| ----- | ------ | --------- | -------------------- | -------------------------------------------------- |
| 05/01 | Bangu  | 3 x 3     | Universidad Católica | Moacir Bueno e Menezes(2) ; Diaz, Infante e Moreno |
| 07/01 | Bangu  | 2 x 1     | Colo Colo            | Menezes e Castro ; Sula                            |
| 11/01 | Bangu  | 3 x 0     | Universidad Católica | Menezes, Ismael e Moacir Bueno                     |
| 14/01 | Bangu  | 1 x 1     | Seleção do Chile     | Moacir Bueno ; Hormazabal                          |

### Artilheiros
| Nome            | Número de Gols |
| --------------- | -------------- |
| Menezes         | 4 gols         |
| Moacir Bueno    | 3 gols         |
| Ismael e Castro | 1 gol cada     |